# Campeonato Europeo de Patinaje Artístico sobre Hielo de 2020
El CXI Campeonato Europeo de Patinaje Artístico sobre Hielo se celebró en Graz (Austria) del 21 al 26 de enero de 2020 bajo la organización de la Unión Internacional de Patinaje sobre Hielo (ISU) y la Federación Austríaca de Patinaje sobre Hielo.
Las competiciones se realizaron en el Steiermarkhalle de la ciudad austríaca.

## Calendario
- Hora local de Austria (UTC+1).

| 22 de enero | 11:30–16:30 | Masculino         |
| 22 de enero | 19:15–22:20 | Parejas           |
| 23 de enero | 12:00–16:10 | Danza sobre hielo |
| 23 de enero | 18:30–22:30 | Masculino         |
| 24 de enero | 11:30–17:00 | Femenino          |
| 24 de enero | 19:00–21:55 | Parejas           |
| 25 de enero | 13:25–16:45 | Danza sobre hielo |
| 25 de enero | 18:30–22:25 | Femenino          |

## Resultados

### Masculino
| Puesto | Nombre               | País    | Puntos |
| ------ | -------------------- | ------- | ------ |
| Oro    | Dmitri Aliyev        | Rusia   | 272,89 |
| Plata  | Artur Danielian      | Rusia   | 246,74 |
| Bronce | Morisi Kvitelashvili | Georgia | 246,71 |

### Femenino
| Puesto | Nombre            | País  | Puntos |
| ------ | ----------------- | ----- | ------ |
| Oro    | Aliona Kostornaya | Rusia | 240,81 |
| Plata  | Anna Shcherbakova | Rusia | 237,76 |
| Bronce | Alexandra Trusova | Rusia | 225,34 |

### Parejas
| Puesto | Nombre                                 | País  | Puntos |
| ------ | -------------------------------------- | ----- | ------ |
| Oro    | Alexandra Boikova / Dmitri Kozlovski   | Rusia | 234,58 |
| Plata  | Yevgueniya Tarasova / Vladimir Morozov | Rusia | 208,64 |
| Bronce | Daria Pavliuchenko / Denis Jodykin     | Rusia | 206,53 |

### Danza en hielo
| Puesto | Nombre                                  | País    | Puntos |
| ------ | --------------------------------------- | ------- | ------ |
| Oro    | Viktoriya Sinitsina / Nikita Katsalapov | Rusia   | 220,42 |
| Plata  | Gabriella Papadakis / Guillaume Cizeron | Francia | 220,28 |
| Bronce | Alexandra Stepanova / Ivan Bukin        | Rusia   | 211,29 |

## Medallero
| Núm. | País    | Oro | Plata | Bronce | Total |
| ---- | ------- | --- | ----- | ------ | ----- |
| 1    | Rusia   | 4   | 3     | 3      | 10    |
| 2    | Francia | 0   | 1     | 0      | 1     |
| 3    | Georgia | 0   | 0     | 1      | 1     |
|      | TOTAL   | 4   | 4     | 4      | 12    |